# Міхаель Майр
Міхаель Майр (нім. Michael Mayr; 10 квітня 1864 — 21 травня 1922) — федеральний канцлер Першої Австрійської республіки з листопада 1920 до червня 1921. Член Християнської соціалістичної партії, за фахом — історик.

## Біографія
Майр народився у містечку Адлванг у Верхній Австрії. Він вивчав історію та географію у Віденському університеті, де здобув докторський ступінь у 1890. З 1897 до 1920 він очолював Тірольський державний архів (нім. Tiroler Landesarchives). У 1900 він став професором сучасної історії в Університеті Інсбрука.
Політична кар'єра Мейра почалась у владних інституціях Австро-Угорщини. З 1907 до 1911 він був членом Рейхсрату, а з 1908 до 1914 — Ландтагу Тіролю. Після розпаду імперії та закінчення Першої світової війни у 1919 та 1920 роках Мейр був делегатом від Християнської соціалістичної партії до Національних зборів в рамках розробки проекту нової конституції.
У 1920 Майр замінив на посту державного секретаря (нім. Staatskanzler) Карла Реннера. У листопаді 1920 року, він стає федеральним канцлером Австрії (нім. Bundeskanzler) та міністром закордонних справ країни, очоливши уряд меншості Християнської соціалістичної партії.
Майр пішов у відставку 1 червня 1921 року у відповідь на референдум, який було проведено у Штирії стосовно виходу землі зі складу Австрії та приєднання до Німеччини.
Міхаель Майр помер за рік у Вальднойкірхені.